# زيزيكس روود
زيزيكس روود (/zəˈzɪzɪks/ zə-ZIZ-iks) ، ويسمى أيضا طريق زيزيكس. هو  فيلم إثارة أمريكي مكتوب، إنتاج وإخراج جون بيني. والنجوم هم؛ ليو غريللو، كاثرين هيغل وتوم سايزمور، ينطوي على مغازلة المحاسب الذي يذهب إلى لاس فيغاس في رحلة عمل، حيث أنه واجه الفاتنة و لها غيرة صديقها السابق. الزوج السابق قتل ودفن هذا الأخير على الطريق مسمى "زيزكس"، الطريق الريفية قبالة الطريق السريع 15 في ولاية كاليفورنيا صحراء "موهافي".
الفيلم اكتسب سمعة سيئة في مبيعات التذاكر الإجمالي فقط 30 دولار في جلسته الافتتاحية، بسبب إصداره المحدود في سينما واحدة، مما يجعله ربما الفيلم الأدنى على الإطلاق في تاريخ الولايات المتحدة من حيث مبيعات شباك التذاكر.

## الممثلون
- ليو غريللو
- كاثرين هيغل
- توم سايزمور
- يورلاين ماديرا
- نانسي ليناري

## وسائل الإعلام الرئيسية
صدر الفيلم على دي في دي في 23 بلداً، بما في ذلك بلغاريا، إندونيسيا، البرتغال. بحلول نهاية عام 2006 الفيلم حصل حول $368,000. في صيف عام 2012، بعد ست سنوات من صدوره الأصلي، GoDigital صدر الفيلم محليا على  شكل رقمي بسبب أداءه الأفضل على الصعيد الدولي. في سبتمبر 2012 تم عرض الفيلم على دي في دي في أمريكا الشمالية.

## وصلات خارجية
- الموقع الرسمي
- زيزيكس روود على موقع IMDb (الإنجليزية)
- زيزيكس روود على موقع روتن توميتوز (الإنجليزية)
- زيزيكس روود على موقع نتفليكس (الإنجليزية)
- زيزيكس روود على موقع ألو سيني (الفرنسية)
- زيزيكس روود على موقع Turner Classic Movies (الإنجليزية)
- زيزيكس روود على موقع أول موفي (الإنجليزية)
- زيزيكس روود على موقع بوكس أوفيس موجو (الإنجليزية)
- زيزيكس روود على موقع فيلمافينيتي (الإسبانية)
- زيزيكس روود على موقع قاعدة بيانات الفيلم (الإنجليزية)
- زيزيكس روود على موقع ليتربوكسد (الإنجليزية)